# Monte Kendrick
Il Monte Kendrick (in lingua inglese: Mount Kendrick) è una massiccia montagna antartica, alta 3.610 m, che sormonta il fianco orientale del Nilsen Plateau, alla testa del Ghiacciaio Bartlett, nei Monti della Regina Maud, in Antartide.   
La denominazione fu assegnata dall'Advisory Committee on Antarctic Names (US-ACAN) in onore del capitano Harold E. Kendrick, della U.S. Navy, ufficiale responsabile delle operazioni nello staff di comando dell'U.S. Naval Support Force in Antartide durante l'Operazione Deep Freeze del 1967.